# Trương Thế Kiệt
Trương Thế Kiệt (giản thể: 张世杰; phồn thể: 張世傑; bính âm: Zhāng Shìjié) là một viên danh tướng nhà Tống giữ chức đô đốc thủy quân Tống trong cuộc chiến chống lại sự xâm lăng của quân đội Nguyên Mông, anh hùng dân tộc Trung Quốc. Ông là chỉ huy quân Tống trong trận Nhai Môn chống lại quân Nguyên do Trương Hoằng Phạm chỉ huy, kết cục là quân Tống thất bại và nhà Tống mất nước. Tuy vậy người Trung Quốc đời sau vẫn tôn vinh tinh thần tận trung báo quốc của Trương Thế Kiệt, ông cùng với Văn Thiên Tường, Lục Tú Phu được gọi là "Tống vong tam kiệt" (ba vị anh hùng khi nhà Tống diệt vong).

## Kháng chiến
Sau khi phần lớn lãnh thổ đất đai rơi vào tay quân đội Mông Cổ, Trương Thế Kiệt đề nghị triều đình nhà Tống phải chạy tới Tuyền Châu vì ông cho rằng tại đây mình sẽ mượn được thêm thuyền để duy trì cuộc kháng chiến. Tuy nhiên dự định của Trương Thế Kiệt thất bại buộc triều đình nhà Tống phải tiếp tục lênh đênh trên biển để đi xuống Quảng Đông nhằm liên kết với lực lượng của Văn Thiên Tường đang chiến đấu ở đây.
Chuyến đi cực nhọc này đã khiến Tống Đoan Tông đổ bệnh và qua đời ngày 8 tháng 5 năm 1278 tại trấn Mai Oa trên đảo Lạn Đầu. Để duy trì nhà Tống, hai đại thần Trương Thế Kiệt và Lục Tú Phu buộc phải chọn một đứa trẻ trong hoàng gia có tên Triệu Bính lên ngôi, đây là Tống Đế Bính, vị vua cuối cùng của nhà Tống.
Trong lúc đó, hy vọng cuối cùng trên bộ của Trương Thế Kiệt cũng không còn khi Văn Thiên Tường rơi vào tay quân đội nhà Nguyên. Ở vào thế đường cùng, Trương Thế Kiệt quyết định dừng đoàn thuyền tại Nhai Môn, Quảng Đông để đối đầu với lực lượng truy đuổi do Trương Hoằng Phạm lãnh đạo. Sở dĩ ông chọn Nhai Môn vì đây là vùng có địa thế hết sức hiểm yếu, phía Đông là Nhai sơn, phía Tây là Thang Bình sơn khiến cho việc phòng thủ trở nên dễ dàng.

## Trận Nhai Môn
Bài chi tiết: Trận Nhai Môn
Để đối phó với quân Nguyên do Trương Hoằng Phạm thống lĩnh, Trương Thế Kiệt cho xích cả ngàn con thuyền của quân Tống lại với nhau nhằm che chở cho chiếc thuyền của Tống Đế Bính nằm ở trung quân. Các thuyền chiến của quân Tống đều được trát bùn để chống hỏa công. Tuy quân Tống có lực lượng đông tới 200.000 người nhưng thực tế trong số này có rất nhiều quan lại, người hầu, chưa kể tới hoàng gia nhà Tống vốn không hề thích hợp với việc phòng thủ lâu dài trong điều kiện khó khăn trên biển.
Sau khi thường xuyên hứng chịu những cuộc đụng độ nhỏ trong nhiều ngày, quân Tống không hề chuẩn bị cho một cuộc tấn công lớn của quân Nguyên vào ngày 18 tháng 3 năm 1279. Lực lượng ô hợp và mệt mỏi của quân Tống nhanh chóng bị quân Nguyên thiện chiến áp đảo, kết quả là đội hình chiến thuyền Tống trở nên hỗn loạn và vượt ra khỏi tầm kiểm soát của Trương Thế Kiệt.
Trong lúc ông đang dẫn thuyền tới bảo vệ Tống Đế Bính thì đại thần phụ chính Lục Tú Phu do thấy tình thế tuyệt vọng của quân Tống đã quyết định ôm nhà vua nhảy xuống biển tự tử. Cái chết của vua Tống đã kéo theo sự tự tử của nhiều người Tống khác và kết thúc luôn hy vọng kháng chiến của Trương Thế Kiệt và những người ủng hộ nhà Tống. Quân Tống đại bại còn Trương Thế Kiệt sau khi thoát khỏi Nhai Môn đã dong thuyền ra biển và mất tích trong một trận bão.